# Monument funéraire de Paul Baudry
Le monument funéraire de Paul Baudry est situé dans l'avenue principale du cimetière du Père-Lachaise, (4e division). Il a été inscrit aux monuments historiques par un arrêté du 21 mars 1983,.
Le monument a été conçu par son frère, l'architecte Ambroise Baudry. Le buste de Paul Baudry est l'œuvre du sculpteur Paul Dubois et les statues allégoriques, de la Gloire et de la Douleur qui ornent la tombe, sont des œuvres du sculpteur Antonin Mercié.